# Julio César Herrera
Julio César Herrera Cabrera, né le 11 mars 1977 à La Havane, est un coureur cycliste cubain, spécialiste du cyclisme sur piste.

## Biographie
Il a participé pour son pays natal à deux reprises aux Jeux olympiques d'été en 2000 et 2004. Herrera a remporté trois médailles aux Jeux panaméricains 1999 à Winnipeg, Canada.

## Palmarès

### Jeux olympiques
- Sydney 2000
  - Éliminé au repêchage du 1er tour de la vitesse individuelle[1].
  - 10e du kilomètre[2].

- Athènes 2004
  - 10e de la vitesse par équipes[3] (avec Reinier Cartaya et Ahmed López)[4].

### Championnats du monde
- Stuttgart 2003
  - 11e de la vitesse par équipes (éliminé au tour qualificatif)[5].

- Melbourne 2004
  - 13e de la vitesse par équipes (éliminé au tour qualificatif)[6].
  - 26e de la vitesse individuelle (éliminé au tour qualificatif)[7].

### Championnats du monde juniors
- Quito 1994
  -  Champion du monde de vitesse

- Saint-Marin 1995
  -  Médaillé d'argent de la vitesse

### Championnats panaméricains
- Puerto La Cruz 1996
  -  Médaillé d'or du kilomètre
  -  Médaillé d'or de la vitesse individuelle

- Bucaramanga 2000
  -  Médaillé d'argent du kilomètre
  -  Médaillé de bronze de la vitesse individuelle

- Mar del Plata 2005
  -  Médaillé d'or de la vitesse par équipes (avec Ahmed López et Reiner Cartaya)

- São Paulo 2006
  -  Médaillé d'or de la vitesse par équipes (avec Alexis Sotolongo et Yasmani Poll)[8]
  -  Médaillé d'argent du kilomètre[9]

- Valencia 2007
  -  Médaillé d'or de la vitesse par équipes (avec Ahmed López et Yasmani Poll)
  -  Médaillé d'or du keirin
  -  Médaillé d'argent de la vitesse individuelle

### Jeux panaméricains
- Winnipeg 1999
  -  Médaillé d'or du kilomètre
  -  Médaillé d'argent de la vitesse par équipes
  -  Médaillé de bronze de la vitesse

- Rio de Janeiro 2007
  -  Médaillé d'or de la vitesse
  -  Médaillé d'or de la vitesse par équipes (avec Ahmed López et Yosmani Poll)

### Jeux d'Amérique centrale et des Caraïbes
- Maracaibo 1998
  -  Médaillé d'or du kilomètre[10]
  -  Médaillé d'argent de la vitesse[11]
  -  Médaillé de bronze de la vitesse par équipes[12]

- Carthagène des Indes 2006
  -  Médaillé d'or  de la vitesse par équipes[12]
  -  Médaillé d'argent du kilomètre[10]
  -  Médaillé de bronze de la vitesse[11]